# 13063 Періфой
13063 Періфой (13063 Purifoy) — астероїд головного поясу, відкритий 5 червня 1991 року.
Тіссеранів параметр щодо Юпітера — 3,616.